# 霍米內 (尼任區)
51°12′42″N 31°46′36″E / 51.21167°N 31.77667°E
霍米内（羅馬化：Khomyne），是一條位於烏克蘭的村落，位於該國北部切爾尼戈夫州，由尼任區負責管轄，始建於1600年，面積0.47平方公里，海拔高度119米，2001年人口43，人口密度每平方公里91.1人。